# Pueblo Español de Palma de Mallorca
El Pueblo Español es un museo al aire libre ubicado en el barrio de Son Espanyolet de la ciudad de Palma de Mallorca (Islas Baleares, España).
Su construcción se inició en 1965 y fue inaugurado el 9 de marzo de 1967. Se concibió como un pueblo en el que se pretendían reunir las principales características de los pueblos de España. El proyecto se presentó el 12 de junio de 1963 en el Hotel Bahía Palace de Palma y fue promovido por Conextur (Constructora y Explotadora Turística) con el objetivo de "atraer y retener el turismo universal". Su diseño correspondió al arquitecto Fernando Chueca Goitia.
El museo ocupa un área total de 6365 m² y en él se reproducen a escala diversas edificaciones, plazas y calles representativas de diversas ciudades españolas. El recinto incluye 18 bloques de edificios, 15 calles y 12 plazas que suman un total de 72 ejemplos de la arquitectura española, "construidos todos ellos a escala y con materiales originarios de sus respectivas regiones".
En la actualidad el Pueblo Español tiene la función de museo arquitectónico al aire libre así como de muestra de artesanía popular. También es utilizado para distintos eventos como congresos, reuniones, convenciones o exhibiciones. El conjunto es el tercero más grande del mundo de estas características, por detrás del Pueblo Español de Barcelona y el de Bélgica. Además fue el único "construido como una atracción turística". El de Barcelona se levantó para la Exposición Universal de 1929 y el de Bélgica en 1958 para la Exposición Universal de Bruselas.